# Accessorium sequitur principale
Il brocardo accessorium sequitur principale (normalmente tradotta in italiano con "il bene accessorio segue il bene principale") esprime un antico principio di diritto civile in virtù del quale la cosa accessoria segue la sorte del bene principale.
Applicazioni di tale principio si hanno nell'art. 818 del codice civile in materia di pertinenze: "Gli atti e i rapporti giuridici che hanno per oggetto la cosa principale comprendono anche le pertinenze, se non è diversamente disposto".